# Stellbrink und Marx
Der Saarländer Kriminalhauptkommissar Jens Stellbrink, gespielt von Devid Striesow, steht im Mittelpunkt der vom Saarländischen Rundfunk (SR) verantworteten Folgen der Krimireihe Tatort. Die wichtigsten Nebenrollen werden von Elisabeth Brück, die die Hauptkommissarin Lisa Marx verkörpert, und in späteren Folgen von Sandra Maren Schneider in der Rolle der Kommissarsanwärterin Mia Emmrich bekleidet. Die ersten beiden Fälle mit den Ermittlern wurden im Frühjahr 2013 ausgestrahlt. Die letzte Folge wurde am 27. Januar 2019 ausgestrahlt, da Devid Striesow aus der Tatort-Reihe ausgestiegen war.

## Hintergrund
Stellbrink und Marx lösten das zuvor ermittelnde Saarbrücker Ermittlerduo Kappl (Maximilian Brückner) und Deininger (Gregor Weber) ab, das 2011 nach sieben Folgen vom SR abgesetzt wurde, weil seine Geschichte „auserzählt“ sei. Ermittlungs- und Drehorte waren Saarbrücken und Umgebung. Die ersten beiden Folgen entstanden im Sommer 2012 am Stück in zusammen 41 Drehtagen. Zahlreiche negative Reaktionen von Kritikern und Publikum begleiteten die beiden Erstausstrahlungen.

## Figuren

### Jens Stellbrink

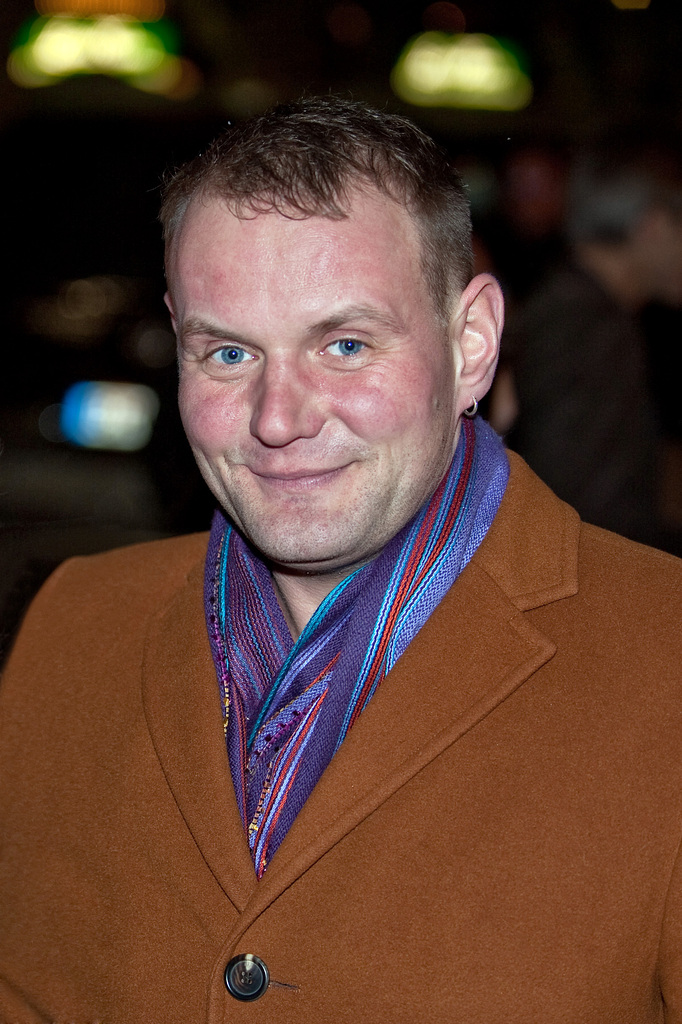
Devid Striesow alias Jens Stellbrink

Kriminalhauptkommissar Jens Stellbrink, gespielt von Devid Striesow, hat sich von der Bundespolizei zur Landespolizei in Saarbrücken versetzen lassen. Die Aufklärung von Kapitalverbrechen fiel bisher nicht in seinen Aufgabenbereich. Mit der ihm eigenen Unaufgeregtheit widmet er sich seinen neuen Aufgaben. Die Bedenken seiner Mutter, dass seine Versetzung in die kleine Stadt Saarbrücken seiner Karriere schaden könnte, bekümmern ihn nicht. Um seine neue Heimat besser kennenzulernen, bewegt er sich in Saarbrücken mit einer roten Vespa (ab Mord ex Machina ein schwarzes Motorrad), mit der er auch zu seinen dienstlichen Einsätzen fährt. Auffällig ist seine Art sich zu kleiden, die der Vorstellung, die die Leute gemeinhin von einem Kommissar haben, so gar nicht entspricht. Für Stellbrink ist es vor allem wichtig, dass das, was er trägt, bequem ist. So ist sein bevorzugtes Kleidungsstück eine thailändische Wickelhose. Da Äußerlichkeiten für ihn keine Bedeutung haben, ist es ihm auch egal, wie das auf andere wirkt. Stellbrink, der Mitte der 1970er Jahre in Trinwillershagen geboren wurde, ruht in sich selbst und findet Entspannung bei seinen regelmäßig betriebenen Yoga-Übungen. Es kommt auch schon einmal vor, dass er an seiner Arbeitsstelle meditiert, da er fest davon überzeugt ist, damit sein Unterbewusstsein unterstützend nutzen zu können. Auch wenn er ob seines Idealismus öfter für naiv gehalten wird, ist er das ganz und gar nicht, sondern ganz im Gegenteil ein sehr kluger Kopf, der durchaus in der Lage ist, sich durchzusetzen, wenn er von etwas überzeugt ist. Da er auch nicht darüber spricht, dass er eine jahrelange professionelle psychologische und kriminologische Ausbildung genossen hat, bleibt für seine Kollegen eine Aura des Ungreifbaren um ihn. Die Art seines unorthodoxen Vorgehens und seine Lebenseinstellung führen jedoch immer wieder zu Kritik an ihm.
Stellbrink lebt zwar gern in Saarbrücken und in seiner Wohnung, die wie ein riesiger Glaskasten hoch über den Dächern der Stadt thront, vermisst allerdings hin und wieder doch ein bisschen das Meer. Er wohnt allein. Sein Sohn wächst bei der Mutter auf, die mit ihm an der Ostsee lebt.

### Lisa Marx
Kriminalhauptkommissarin Lisa Marx, gespielt von Elisabeth Brück, ist das genaue Gegenteil von Stellbrink und seinen intuitiven Ermittlungsmethoden. Sie geht an die zu lösenden Fälle analytisch heran und lässt Emotionen in der Regel nicht zu, wodurch sie bei den Kollegen als kühl und kontrolliert gilt. Für Marx ist diese Haltung für ihre Herangehensweise an ihre Fälle wichtig, da sie immer wieder die Erfahrung machen musste, dass ihr Beruf auch heute noch stark von Männern dominiert wird. Die Kommissarin kann bei der Durchsetzung ihrer Ziele sehr kompromisslos sein. Von ihren Kollegen hat sie wegen ihrer unterkühlten Art den Spitznamen „Mrs. Spock“ bekommen, eine Anspielung auf den Vulkanier Spock aus der Serie „Raumschiff Enterprise“, der ebenfalls logisch unterkühlt handelt. Stellbrink kann Marx mit Äußerungen wie, sie solle zur Lockerheit doch einmal einen Joint rauchen, das könne auch bei der Ermittlungsarbeit hilfreich sein, ziemlich aus der Fassung bringen, seine Lockerheit ist ihr so gar nicht eigen. Stellbrinks Urteil über seine neue Partnerin ist, dass sie einen ziemlichen „Stock im Hintern“ habe. Trotzdem freunden sich die beiden im Laufe der Zeit miteinander an. Saarbrücken ist Marx’ Heimatstadt, die sie im Gegensatz zu Stellbrink sehr genau kennt und durch die sie mit ihrem Motorrad kurvt. Auch spielt körperliche Fitness für die Kommissarin eine große Rolle.

### Weitere Figuren
- Horst Jordan – (Hartmut Volle), Kriminaltechniker. Volle spielt die Figur schon seit 2006 als Mitglied im Ermittlerteam Kappl und Deininger, dem Vorgängerteam von Stellbrink und Marx. Im neuen Ermittlerteam wurde sein Rollenprofil leicht angepasst, was sich nicht nur in einer neuen Frisur äußert, sondern auch dadurch, dass er sich in einer anderen Phase seines Lebens befindet und etwas „wilder“ dargestellt wird.[5]

- Nicole Dubois – (Sandra Steinbach) verkörpert die hektische Staatsanwältin, die stets extrem bürokratisch handelt und sich über Argumente ihrer Mitarbeiter in der ihr eigenen stoischen Art hinwegsetzt und immer wieder für Irritationen sorgt.[5][11]

## Folgen
| Fall | Titel                  | Erstausstrahlung | Folge | Drehbuch                              | Regie              | Besonderheiten |
| ---- | ---------------------- | ---------------- | ----- | ------------------------------------- | ------------------ | -------------- |
| 1    | Melinda                | 27. Jan. 2013    | 0860  | Lars Montag, Dirk Kämper              | Hannu Salonen      |                |
| 2    | Eine Handvoll Paradies | 07. Apr. 2013    | 0869  | Felice Götze                          | Hannu Salonen      |                |
| 3    | Adams Alptraum         | 26. Jan. 2014    | 0897  | Lars Montag, Dirk Kämper              | Hannu Salonen      |                |
| 4    | Weihnachtsgeld         | 26. Dez. 2014    | 0927  | Michael Illner                        | Zoltan Spirandelli |                |
| 5    | Totenstille            | 24. Jan. 2016    | 0972  | Peter Probst                          | Zoltan Spirandelli |                |
| 6    | Söhne und Väter        | 29. Jan. 2017    | 1009  | Michael Vershinin, Zoltan Spirandelli | Zoltan Spirandelli |                |
| 7    | Mord ex Machina        | 1. Jan. 2018     | 1041  | Hendrik Hölzemann, David Ungureit     | Christian Theede   |                |
| 8    | Der Pakt               | 27. Jan. 2019    | 1082  | Michael Vershinin, Zoltan Spirandelli | Zoltan Spirandelli |                |

## Einschaltquoten
| Titel                  | Zuschauer | Zuschauer       | Marktanteil | Marktanteil     |
| Titel                  | Gesamt    | 14 bis 49 Jahre | Gesamt      | 14 bis 49 Jahre |
| ---------------------- | --------- | --------------- | ----------- | --------------- |
| Melinda                | 9,05 Mio. | 3,08 Mio.       | 23,6 %      | 19,9 %          |
| Eine Handvoll Paradies | 8,35 Mio. | 2,80 Mio.       | 23,1 %      | 19,6 %          |
| Adams Alptraum         | 9,50 Mio. | 3,01 Mio.       | 25,1 %      | 20,2 %          |
| Weihnachtsgeld         | 6,48 Mio. | 1,70 Mio.       | 19,9 %      | 14,3 %          |
| Totenstille            | 9,69 Mio. | 3,01 Mio.       | 25,8 %      | 21,3 %          |
| Söhne und Väter        | 9,65 Mio. | 2,89 Mio.       | 26,2 %      | 22,1 %          |
| Mord ex Machina        | 7,92 Mio. |                 | 21,4 %      | 14,8 %          |
| Der Pakt               | 9,11 Mio. |                 | 25,2 %      |                 |